# رینتارو نیشی
رینتارو نیشی (انگلیسی: Rintarō Nishi; ۲۸ ژوئیهٔ ۱۹۶۵ – ) بازیگر، و صداپیشگی در ژاپن اهل ژاپن بود. وی از سال ۱۹۹۱ میلادی تاکنون مشغول فعالیت بوده‌است.